# Ryan Sypek
Ryan Sypek (Boston, 6 agosto 1982) è un attore statunitense.

## Biografia
Nato e cresciuto in Massachusetts, iniziando a recitare nel 2002 quando era nella sesta classe, ed è conosciuto grazie al ruolo di Junior Davis nella serie tv statunitense Wildfire, interpretando il classico rampollo ricco e viziato che passa le giornate con amici e ragazze. All'inizio si era però presentato per il ruolo di Matt.
Prima di Wildfire, ha lavorato per la Beverly Hills Hotel, parcheggiando auto.
Ryan Sypek si è laureato alla Wayland High School, Massachusetts, nel 2000. Egli ha conseguito anche un diploma Bachelor of Fine Arts di laurea da Boston University. Durante il suo tempo presso la Boston University, Ryan ha eseguito  una vasta gamma di classici: Il mercante di Venezia di William Shakespeare e il classico Furore di John Steinbeck; inoltre, ha anche interpretato Jack Hunter  in La stella Rose Tattoo presso il famoso Teatro Huntington che lo aiutarono a perfezionare il suo talento di attore. 
Attualmente risiede a Los Angeles e ad Albuquerque. Lavora come agente immobiliare.

## Filmografia
- Wildfire, serie TV (2005-2008)
- Greek - La confraternita, serie TV - episodio 1x20, Storia di due feste
- How I Met Your Mother, serie TV - episodio 4x20, La paura del futuro
- Pericolosamente bionda (Major Movie Star), regia di Steve Miner (2008)
- The Nine Lives Of Chloe King, serie TV - episodio 1x4
- Cupido a Natale (Christmas Cupid), regia di Gil Junger film TV
- Hollywood Heights - vita da popstar - episodi 56 e 64